# Barlow, Kentucky
Barlow är en ort i Ballard County, Kentucky, USA. År 2000 hade orten 715 invånare. Den har enligt United States Census Bureau en area på 1,3 km², allt är land.